# André Masbou
 (novembre 2024).
Si vous disposez d'ouvrages ou d'articles de référence ou si vous connaissez des sites web de qualité traitant du thème abordé ici, merci de compléter l'article en donnant les références utiles à sa vérifiabilité et en les liant à la section « Notes et références ».
Pour les articles homonymes, voir Masbou.
Pas d'image ? Cliquez ici

a Compétitions nationales et continentales officielles uniquement.

André Masbou, né le 19 janvier 1928 à Cagnac-les-Mines (Tarn) et mort le 1er avril 1995 à Lattes (Hérault), est un joueur français de rugby à XIII et de rugby à XV dans les années 1940 à 1950.
Formé au rugby à XIII au R.C. Albigeois, André Masbou constitue l'un des grands espoirs albigeois de ce code de rugby avec Charles Galaup. Après des débuts en 1947 avec l'équipe première et des sélections juniors en équipe de France, il décide de changer de code de rugby en rejoignant le rugby à XV et le club du S.C. Mazamet.
Avec le S.C. Mazamet dans lequel il effectue toute sa carrière, il prend une part active dans le succès de ce club dans les années 1950 et 1960 prenant part à de nombreuses phases finales du Championnat de France avec comme point d'orgue la finale de 1958 avec à ses côtés Lucien Mias, Aldo Quaglio et Jacques Lepatey, perdue face au FC Lourdes de Jean Prat, Jean Barthe et Pierre Lacaze.

## Palmarès

### Rugby à XIII

#### Détails en club
| Saison    | Saison       | Championnat           | Championnat | Coupe           | Coupe      |
| Saison    | Saison       | Comp.                 | Class.      | Comp.           | Class.     |
| --------- | ------------ | --------------------- | ----------- | --------------- | ---------- |
| 1947-1948 | RC Albigeois | Championnat de France | 1/2 finale  | Coupe de France | 1/4 finale |
| 1948-1949 | RC Albigeois | Championnat de France | 1/2 finale  | Coupe de France | 1/4 finale |

### Rugby à XV
- Collectif :
  - Vainqueur du Challenge Yves du Manoir : 1958 (Mazamet).
  - Finaliste du Championnat de France : 1958 (Mazamet).
  - Finaliste du Challenge Yves du Manoir : 1955 (Mazamet).

#### Statistiques en club
| Saison    | Saison     | Championnat           | Championnat | Coupe                    | Coupe        |
| Saison    | Saison     | Comp.                 | Class.      | Comp.                    | Class.       |
| --------- | ---------- | --------------------- | ----------- | ------------------------ | ------------ |
| 1949-1950 | SC Mazamet | Championnat de France | 1/8 finale  |                          |              |
| 1950-1951 | SC Mazamet | Championnat de France |             |                          |              |
| 1951-1952 | SC Mazamet | Championnat de France | 1/8 finale  |                          |              |
| 1952-1953 | SC Mazamet | Championnat de France | 1/8 finale  |                          |              |
| 1953-1954 | SC Mazamet | Championnat de France | 1/16 finale | Challenge Yves du Manoir | 2e (poule C) |
| 1954-1955 | SC Mazamet | Championnat de France | 1/8 finale  | Challenge Yves du Manoir | Finaliste    |
| 1955-1956 | SC Mazamet | Championnat de France | 1/8 finale  | Challenge Yves du Manoir | 2e (poule B) |
| 1956-1957 | SC Mazamet | Championnat de France | 1/16 finale | Challenge Yves du Manoir | 3e (poule C) |
| 1957-1958 | SC Mazamet | Championnat de France | Finaliste   | Challenge Yves du Manoir | Vainqueur    |
| 1958-1959 | SC Mazamet | Championnat de France | 1/4 finale  | Challenge Yves du Manoir | 1/4 finale   |
| 1959-1960 | SC Mazamet | Championnat de France | 1/8 finale  | Challenge Yves du Manoir | 1/2 finale   |
| 1960-1961 | SC Mazamet | Championnat de France | 1/4 finale  | Challenge Yves du Manoir | 1/4 finale   |
| 1961-1962 | SC Mazamet | Championnat de France | 1/8 finale  | Challenge Yves du Manoir | 7e (poule B) |
| 1962-1963 | SC Mazamet | Championnat de France | 1/16 finale | Challenge Yves du Manoir | 7e (poule A) |
| 1963-1964 | SC Mazamet | Championnat de France | 1/16 finale | Challenge Yves du Manoir | 3e (poule A) |